# Eilema nebra
Eilema nebra là một loài bướm đêm thuộc phân họ Arctiinae, họ Erebidae.